# Льюльяйльяко
Ця стаття про вулкан. Про національний парк див. Національний парк Льюльяйльяко.
Льюльяйльяко або Юяйяко — діючий вулкан у хребті Західна Кордильєра Перуанських Анд, на кордоні Чилі та Аргентини. Розташовується в області дуже високих вулканів на високогірному плато Пуна-де-Атакама в пустелі Атакама, одному з найсухіших місць у світі. Має абсолютну висоту 6739 м, відносну — майже 2,5 км. Вершина вкрита багаторічними снігами. Останнє вибухове виверження датується 1877 роком, на даний час вулкан знаходиться в сольфатарній стадії.

## Географія

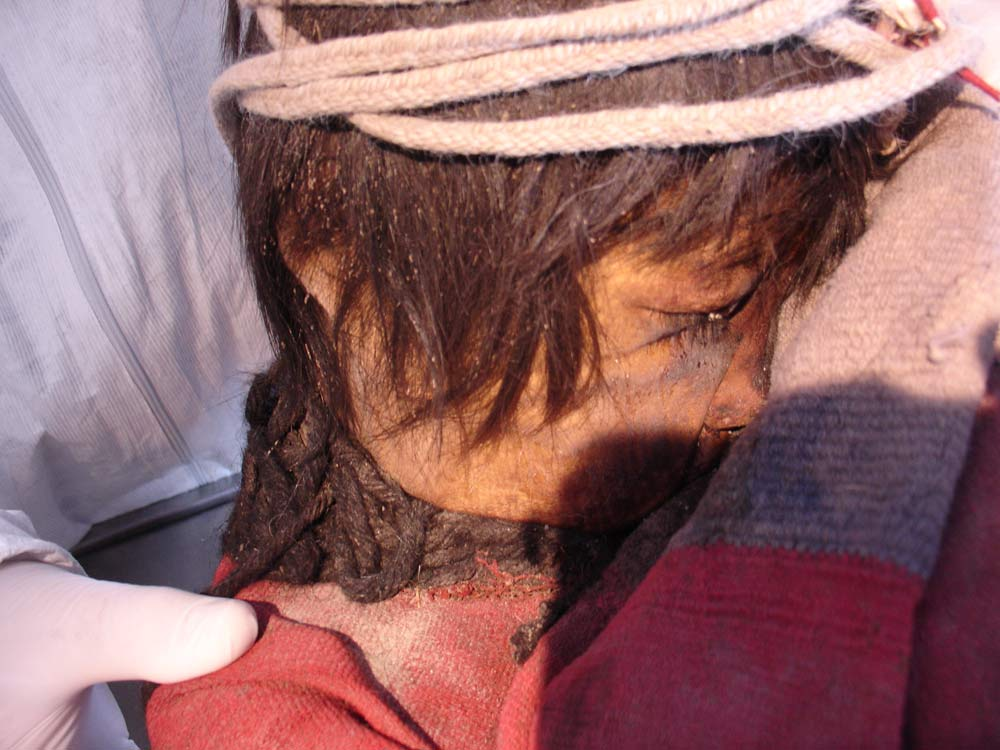
Мумія дитини, принесеної в жертву в святилищі біля вулкана

Льюльяйльяко — найвищий з діючих вулканів планети, п'ятий за висотою вулкан в світі і сьома за висотою вершина західної півкулі. Снігова  лінія на західному схилі перевищує 6500 метрів (найвище становище снігової лінії на землі).
Вершина вулкана утворена невеликим і добре збереженим конусом, який розташовується на більш старому плейстоценовому підставі. Винесені при обваленні більш давнього вулкана (близько 150 000 років тому) нагромадження каміння тягнуться на схід у бік Аргентини. Кілька лавових потоків і куполів з'явилися в результаті зростання сучасного конуса. Два найбільших потоки тягнуться на північ і південь від вершини. Аргон-аргоновий метод датує ці потоки пізнім плейстоценом.
Льюльяйльяко також є відомим археологічним пам'ятником — у 1999 році на його вершині були виявлені муміфіковані тіла трьох дітей інків (хлопчик і дівчинка 4-5 років, дівчинка 13 років), імовірно принесені в жертву 500 років тому.

## Фауна
У 2020 році на вершині вулкану помічено гризуна Phyllotis xanthopygus. Таким чином вид визнаний найвисокогірнішим ссавцем світу, який трапляється на висоті 6739 м над рівнем моря.